# Station Obourg
Station Obourg is een spoorwegstation langs spoorlijn 118 (Bergen - La Louvière) in Obourg, een deelgemeente van de stad Bergen. Het is nu een stopplaats. Er is een gratis fietsstalling.

## Treindienst
| Serie       | Treinsoort          | Route | Bijzonderheden                                             |
| ----------- | ------------------- | --- | ---------------------------------------------------------- |
| L 4450      | L-trein (NMBS)      | La Louvière-Zuid – Obourg – Bergen | Rijdt in het weekend 1×/2 uur en stopt dan niet in Obourg. |
| P 7770/8770 | Piekuurtrein (NMBS) | [ Manage – [ Luttre ] / [ Obourg – Bergen – Quévy ] / [ 's-Gravenbrakel ] ] / [ La Louvière-Zuid – [ Obourg – Bergen ] / [ Luttre ] / [ Charleroi-Centraal ] ] | Rijdt alleen op werkdagen.                                 |

## Reizigerstellingen
De grafiek en tabel geven het gemiddeld aantal instappende reizigers weer op een week-, zater- en zondag.
| Tabel: aantal instappende reizigers station Obourg | Tabel: aantal instappende reizigers station Obourg | Tabel: aantal instappende reizigers station Obourg | Tabel: aantal instappende reizigers station Obourg |
|                                                    | Weekdag                                            | Zaterdag                                           | Zondag |
| -------------------------------------------------- | -------------------------------------------------- | -------------------------------------------------- | --- |
| 1977                                               | 156                                                | 26                                                 | 21 |
| 1978                                               | 103                                                | 34                                                 | 25 |
| 1979                                               | 108                                                | 22                                                 | 21 |
| 1980                                               | 73                                                 | 9                                                  | 12 |
| 1981                                               | 95                                                 | 16                                                 | 12 |
| 1982                                               | 67                                                 | 19                                                 | 16 |
| 1983                                               | 70                                                 | 7                                                  | 5 |
| 1984                                               | 82                                                 | 13                                                 | 10 |
| 1985                                               | 65                                                 | 13                                                 | 11 |
| 1986                                               | 60                                                 | 12                                                 | 9 |
| 1987                                               | 75                                                 | 16                                                 | 23 |
| 1988                                               | 63                                                 | 19                                                 | 27 |
| 1989                                               | 57                                                 | 20                                                 | 13 |
| 1990                                               | 92                                                 | 32                                                 | 36 |
| 1991                                               | 78                                                 | 21                                                 | 26 |
| 1992                                               | 73                                                 | 34                                                 | 27 |
| 1993                                               | 77                                                 | 42                                                 | 42 |
| 1994                                               | 49                                                 | -                                                  | - |
| 1995                                               | 20                                                 | -                                                  | - |
| 1996                                               | 36                                                 | -                                                  | - |
| 1997                                               | 55                                                 | -                                                  | - |
| 1998                                               | 52                                                 | -                                                  | - |
| 1999                                               | 45                                                 | -                                                  | - |
| 2000                                               | 48                                                 | -                                                  | - |
| 2001                                               | 38                                                 | -                                                  | - |
| 2002                                               | 34                                                 | -                                                  | - |
| 2003                                               | 35                                                 | -                                                  | - |
| 2004                                               | 36                                                 | -                                                  | - |
| 2005                                               | 39                                                 | -                                                  | - |
| 2006                                               | 24                                                 | -                                                  | - |
| 2007                                               | 33                                                 | -                                                  | - |
| 2008                                               | -                                                  | -                                                  | - |
| 2009                                               | 41                                                 | -                                                  | - |
| 2010                                               | -                                                  | -                                                  | - |
| 2011                                               | -                                                  | -                                                  | - |
| 2012                                               | 52                                                 | -                                                  | - |
| 2013                                               | 62                                                 | -                                                  | - |
| 2014                                               | 35                                                 | -                                                  | - |
| 2015                                               | 25                                                 | -                                                  | - |
| 2016                                               | 36                                                 | -                                                  | - |
| 2017                                               | 34                                                 | -                                                  | - |
| 2018                                               | 19                                                 | -                                                  | - |
| 2019                                               | 49                                                 | -                                                  | - |
| 2020                                               | 27                                                 | -                                                  | - |
| 2021                                               | -                                                  | -                                                  | - |
| 2022                                               | 100                                                | -                                                  | - |
| 2023                                               | 71                                                 | 0                                                  | 0 |
| 2024                                               | 49                                                 | -                                                  | } Bronnen, noten en/of referenties 1. 2. - Lijn 118 - http://users.telenet.be/pk/lijnen.htm#118 Geplaatst op: · 05-11-2007 Dit artikel is een beginnetje over openbaar vervoer. U wordt uitgenodigd om op bewerken te klikken om uw kennis aan dit artikel toe te voegen. |